# České Budějovice 7
České Budějovice 7 je část obce a katastrální území v Českých Budějovicích tvořená Krumlovským předměstím a někdejší osadou Rožnov. Výměra katastrálního území činí 4,5463 km². Na západě je ohraničeno Vltavou, na severu obvodem historického centra, na východě Malší a na jihu sousedí s obcemi Roudné a Včelná. V části obce je evidováno 99 ulic a 2131 adres.
Jako část obce vznikla od 1. října 1970, kdy došlo k územní reorganizaci města, z části Rožnov. Jako katastrální území je vedeno od roku 1971.

## Základní sídelní jednotky
České Budějovice 7 jsou tvořeny jedenácti základními sídelními jednotkami:
- V háječku
- U Matice školské
- U pivovaru
- U Malše
- U plavské silnice
- Krumlovské Předměstí
- Nemocnice
- U nemocnice
- Rožnov-sever
- Za lineckou tratí
- Rožnov-jih

## Galerie

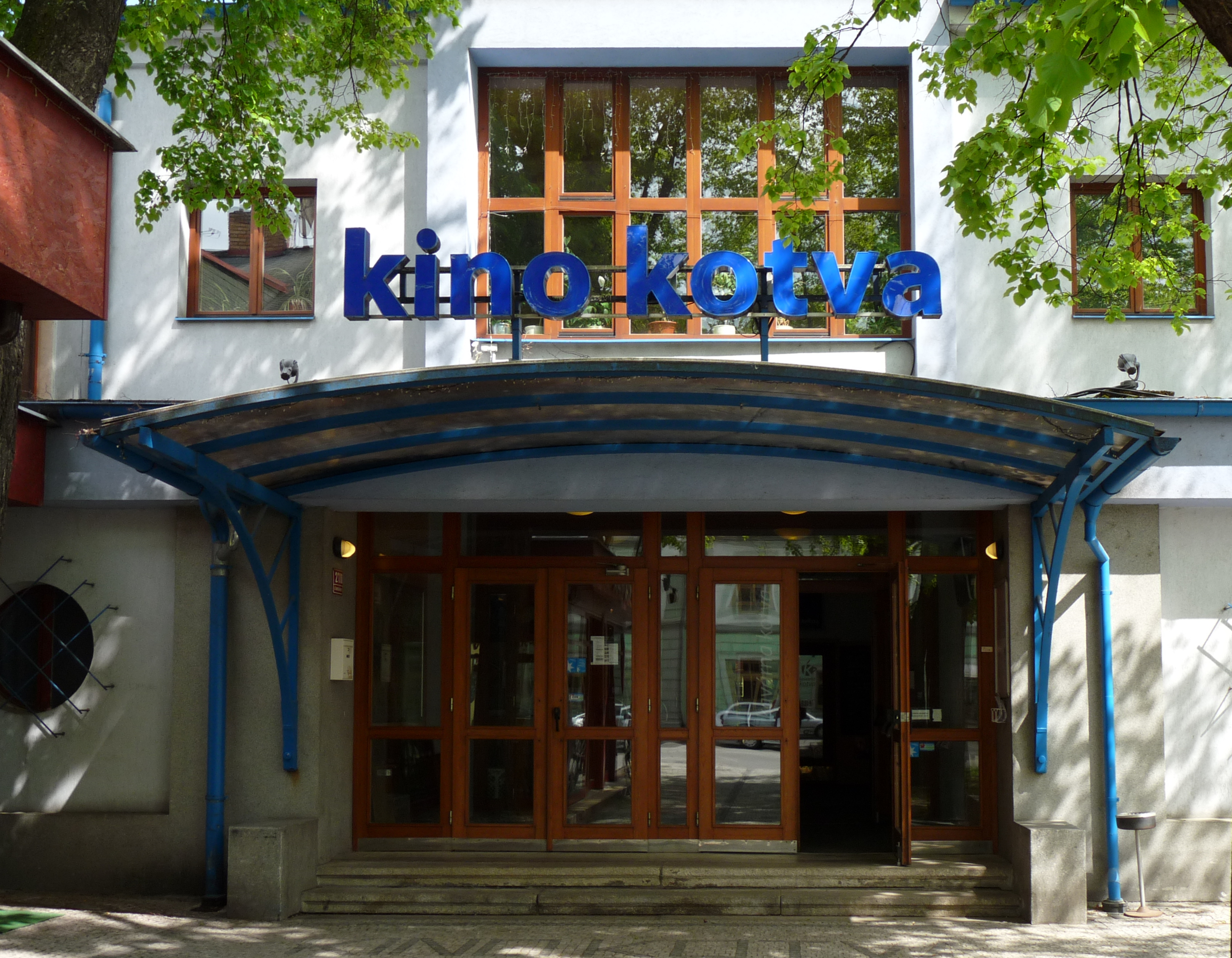
Kino Kotva
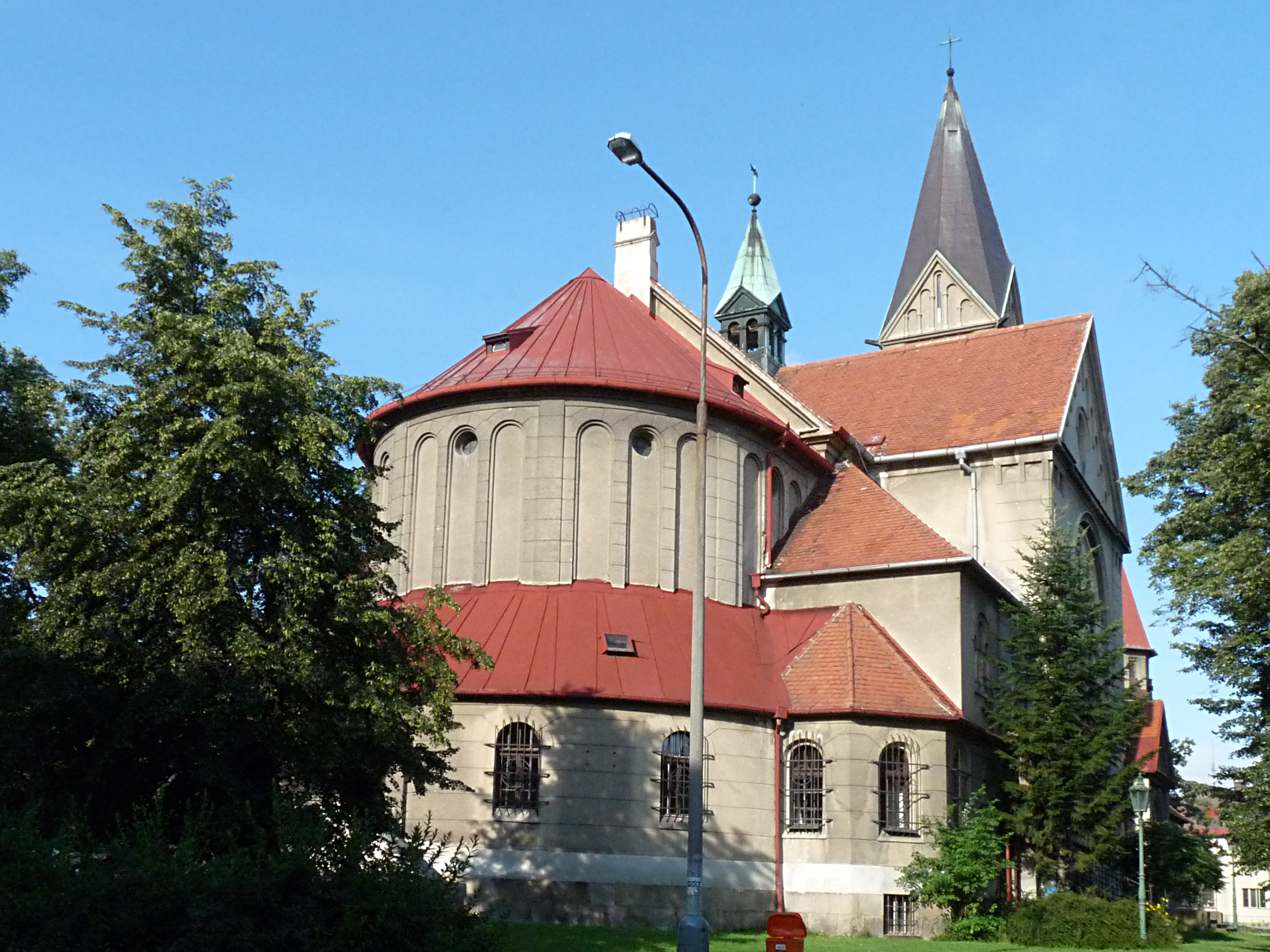
Kostel sv. Jana Nepomuckého na Lineckém předměstí
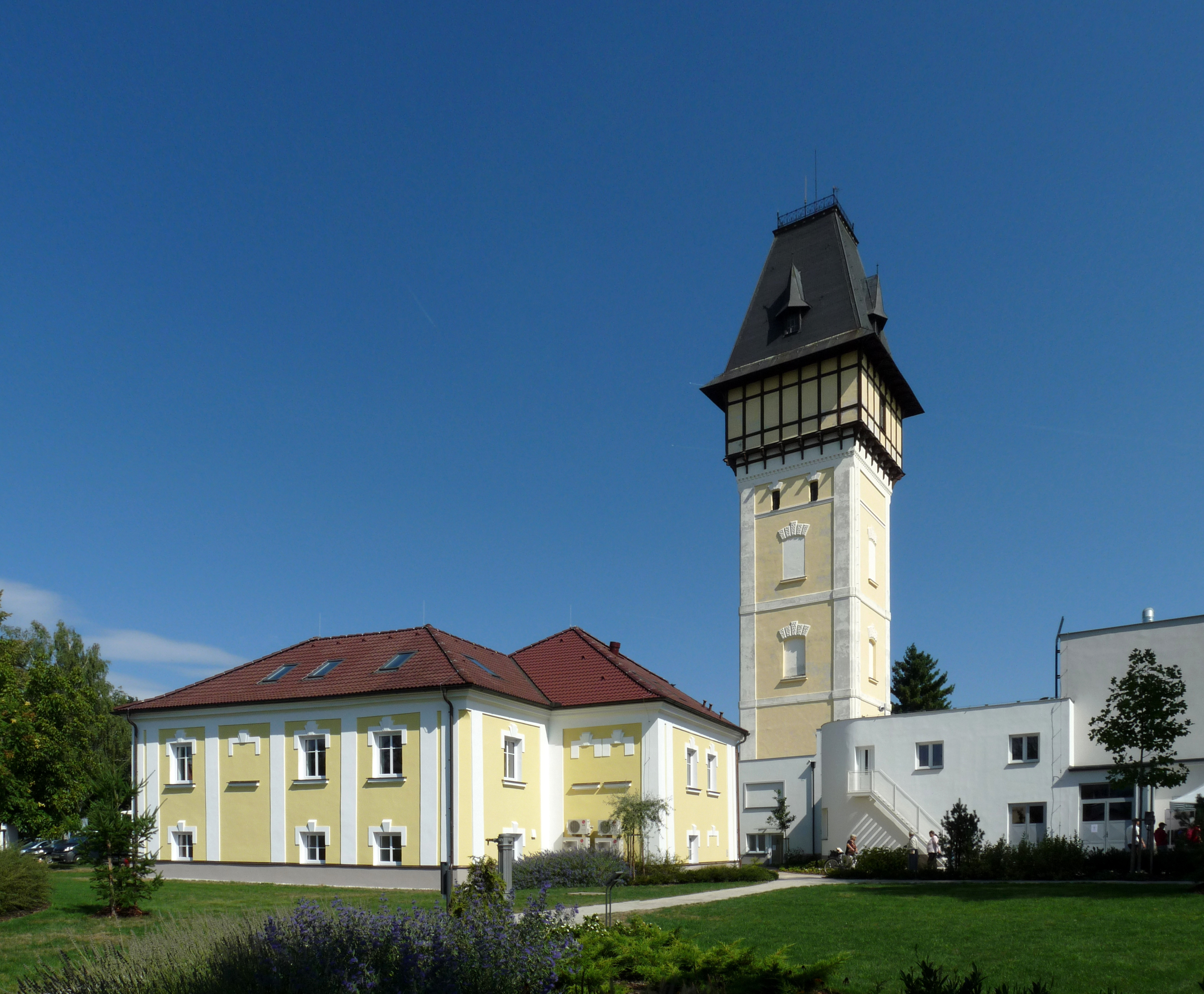
Vodárenská věž
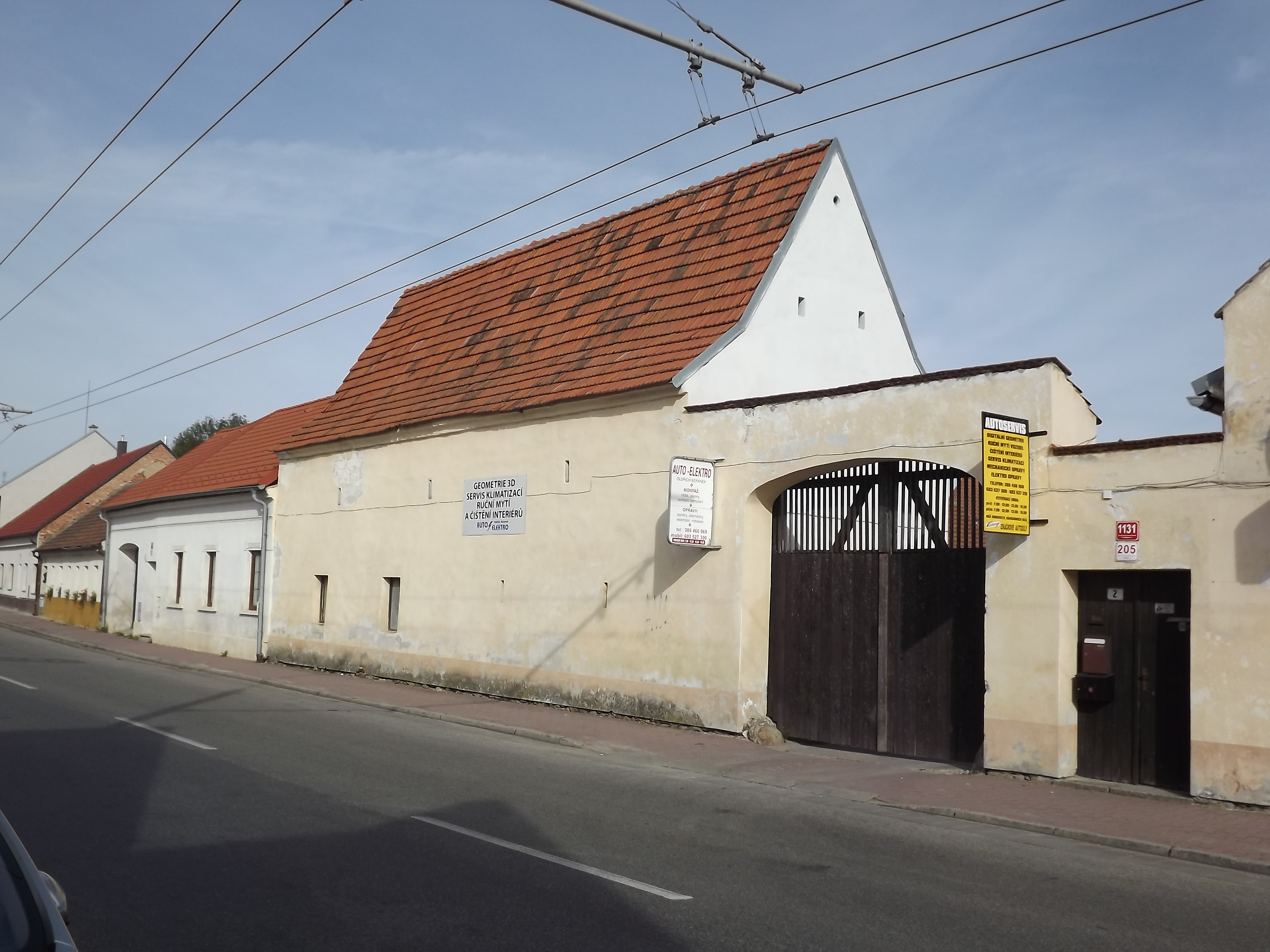
Kulturní památka Špejchar, Lidická 1131